# Met Gala

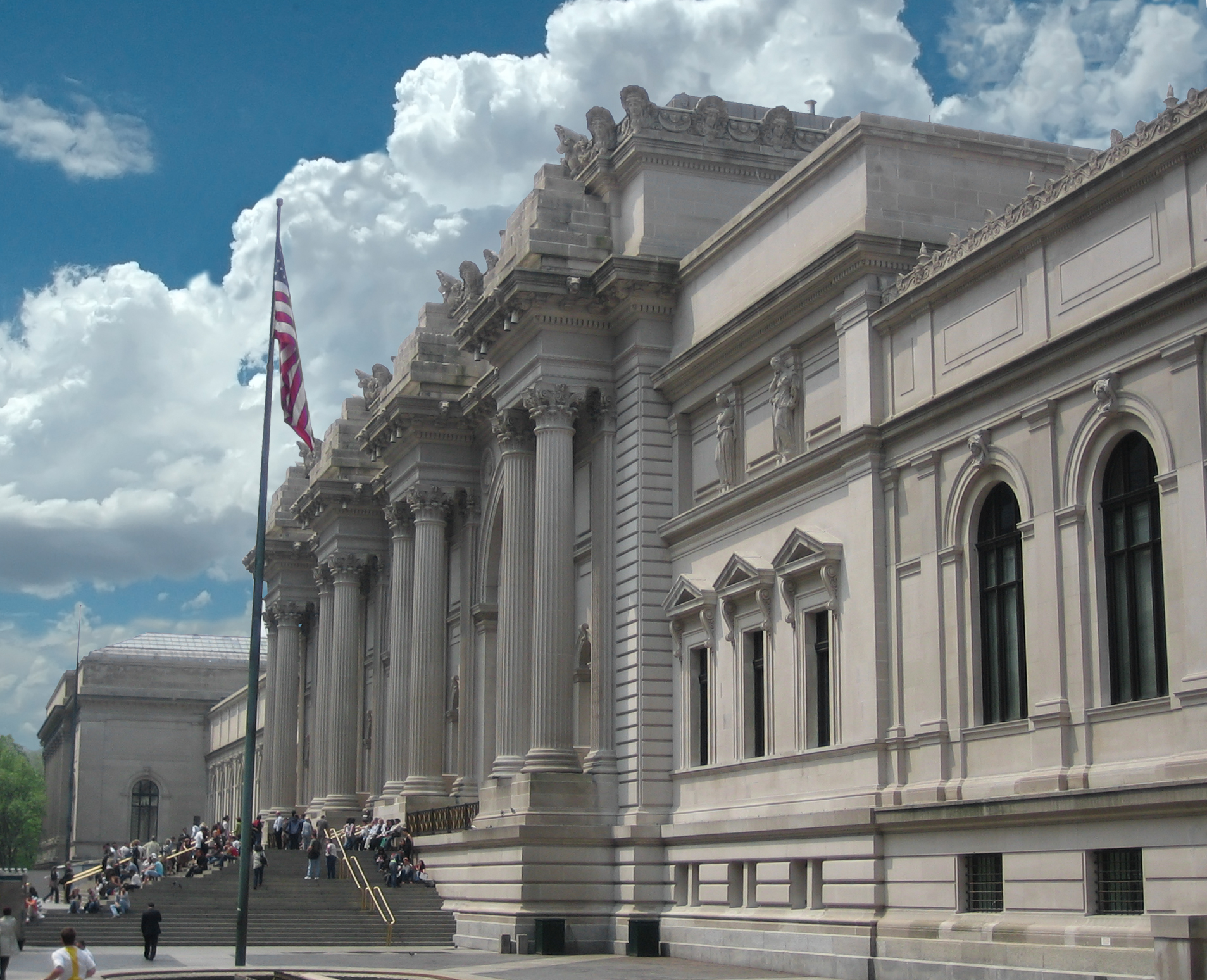
Viện bảo tàng Mỹ thuật Metropolitan, nơi diễn ra Met Gala thường niên

Met Gala (tên chính thức: Costume Institute Gala hay Met Ball) là một sự kiện gala thường niên được tổ chức nhằm gây quỹ cho Trung tâm y phục Anna Wintour (Anna Wintour Costume Center) trực thuộc bảo tàng Metropolitan, thành phố New York, Hoa Kỳ. Đây là buổi gala đánh dấu mở màn cho chuỗi các triển lãm thời trang của trung tâm. Mỗi năm một chủ đề, sự kiện Met Gala thu hút nhiều nhân vật tham dự, bao gồm các ngôi sao giải trí và các nhà thiết kế thời trang trên toàn thế giới.

## Chủ đề
- 1971–1972: Fashion Plate (tháng 10 năm 1971 – tháng 1 năm 1972)[3][4]
- 1972–1973: Untailored Garments (tháng 1 – tháng 7 năm 1972)[5][6]
- 1973–1974: The World of Balenciaga (tháng 3 – tháng 9 năm 1973)[7]
- 1974–1975: Romantic and Glamorous Hollywood Design (tháng 11 năm 1974 – tháng 8 năm 1975)[4][8]
- 1975–1976: American Women of Style (tháng 12 năm 1975 – tháng 8 năm 1976)[4][9]
- 1976–1977: The Glory of Russian Costume (tháng 12 năm 1976 – tháng 8 năm 1977)[4][10][11]
- 1977–1978: Vanity Fair: A Treasure Trove (tháng 12 năm 1977– tháng 9 năm 1978)[4][12]
- 1978–1979: Diaghilev: Costumes and Designs of the Ballets Russes (tháng 11 năm 1978 – tháng 6 năm 1979)[4]
- 1979–1980: Fashions of the Habsburg Era: Austria-Hungary (tháng 12 năm 1979 – tháng 8 năm 1980)[4][13]
- 1980–1981: The Manchu Dragon: Costumes of China, the Chi'ng Dynasty (tháng 12 năm 1980 – tháng 8 năm 1981)[4]
- 1981–1982: The Eighteenth-Century Woman (tháng 12 năm 1981 – tháng 9 năm 1982)[4][14][15]
- 1982–1983: La Belle Époque (tháng 12 năm 1982 – tháng 9 năm 1983)[4][16]
- 1983–1984: Yves Saint Laurent: 25 Years of Design (tháng 12 năm 1983 – tháng 9 năm 1984)[4][17]
- 1984–1985: Man and the Horse (tháng 12 năm 1984 – tháng 9 năm 1985)[4][18]
- 1985–1986: Costumes of Royal India (tháng 12 năm 1985 – tháng 8 năm 1986)[4][19]
- 1986–1987: Dance (tháng 12 năm 1986 – tháng 9 năm 1987)[4][20]
- 1987–1988: In Style: Celebrating Fifty Years of the Costume Institute (tháng 11 năm 1987 – tháng 4 năm 1988)[4][21]
- 1988–1989: From Queen to Empress: Victorian Dress 1837–1877 (tháng 12 năm 1988 – tháng 4 năm 1989)[4][22]
- 1989–1990: The Age of Napoleon: Costume from Revolution to Empire, 1789–1815 (tháng 12 năm 1989 – tháng 4 năm 1990)[4]
- 1990–1991: Théâtre de la Mode – Fashion Dolls: The Survival of Haute Couture (tháng 12 năm 1990 – tháng 4 năm 1991)[4]
- 1991–1992: Gala tổ chức nhưng không có triển lãm thời trang[23]
- 1992–1993: Fashion and History: A Dialogue (tháng 12 năm 1992 – tháng 3 năm 1993)[4][24]
- 1993–1994: Diana Vreeland: Immoderate Style (tháng 12 năm 1993 – tháng 3 năm 1994)[4][25]
- 1994–1995: Orientalism: Visions of the East in western dress (tháng 12 năm 1994 – tháng 3 năm 1995)[4][26][27]
- 1995–1996: Haute Couture (tháng 12 năm 1995 – tháng 3 năm 1996)[4][28]
- 1996–1997: Christian Dior (tháng 12 năm 1996 – tháng 3 năm 1997)[4][29][30]
- 1997–1998: Gianni Versace (tháng 12 năm 1997 – tháng 3 năm 1998)[4][31][32][33]
- 1998–1999: Cubism and Fashion (ngày 10 tháng 12 năm 1998 – ngày 14 tháng 3 năm 1999)[4][34]
- 1999–2000: Rock Style (ngày 9 tháng 12 năm 1999 – ngày 19 tháng 3 năm 2000)[4][35]
- 2000–2001: Không có gala triển lãm thời trang[36]
- 2001: Jacqueline Kennedy: The White House Years (ngày 1 tháng 5 – ngày 29 tháng 7 năm 2001)[4][37]
- 2001–2002: Không có gala triển lãm thời trang[36]
- 2003: Goddess: The Classical Mode (ngày 1 tháng 5 – ngày 3 tháng 8 năm 2003)[4][38]
- 2004: Dangerous Liaisons: Fashion and Furniture in the 18th Century (tháng 4 – (ngày 8 tháng 8 năm 2004)[4][39]
- 2005: The House of Chanel (ngày 1 tháng 5 – ngày 7 tháng 8 năm 2005)[4][40]
- 2006: AngloMania: Tradition and Transgression in British Fashion (ngày 3 tháng 5 – ngày 6 tháng 9 năm 2006)[4][41]
- 2007: Poiret: King of Fashion (ngày 9 tháng 5 – ngày 5 tháng 8 năm 2007)[4][42][43]
- 2008: Superheroes: Fashion and Fantasy (ngày 7 tháng 5 – ngày 1 tháng 9 năm 2008)[4][44][45]
- 2009: The Model As Muse: Embodying Fashion (ngày 6 tháng 5 – ngày 9 tháng 8 năm 2009)[4][46][47][48]
- 2010: American Woman: Fashioning a National Identity (ngày 5 tháng 5 – ngày 10 tháng 8 năm 2010)[4][49][50][51]
- 2011: Alexander McQueen: Savage Beauty (ngày 4 tháng 5 – ngày 7 tháng 8 năm 2011)[4][52][53][54]
- 2012: Schiaparelli và Prada: Impossible Conversations (ngày 10 tháng 5 – ngày 19 tháng 8 năm 2012)[55]
- 2013: Punk: Chaos to Couture (ngày 9 tháng 5 – ngày 14 tháng 8 năm 2013)[56][57]
- 2014: Charles James: Beyond Fashion (ngày 8 tháng 5 – ngày 10 tháng 8 năm 2014)[58][59][60]
- 2015: China: Through the Looking Glass (ngày 7 tháng 5 – ngày 7 tháng 9 năm 2015)[61]
- 2016: Manus x Machina: Fashion In An Age Of Technology[62]
- 2017: Rei Kawakubo/Comme des Garçons: Art of the In-Between[63]
- 2018: Heavenly Bodies: Fashion and the Catholic Imagination (ngày 10 tháng 5 – ngày 8 tháng 10 năm 2018)[64]